# Морковкина, Вера Фёдоровна
Вера Фёдоровна Морковкина (1913—1995) — советский геолог-петролог, доктор геолого-минералогических наук (1968). Награждена тремя медалями СССР.

## Биография
Родилась 13 (26) ноября 1913 года в городе Богородск, Нижегородская губерния, в семье рабочего.
В 1938 году окончила Московский геологоразведочный институт.
В 1938—1941 годах училась в аспирантуре в Петрографическом институте АН СССР (ПЕТРИН). Кандидат геолого-минералогических наук (1941).
В 1941 году работала в Кавказской экспедиции Совета по изучению производительных сил АН СССР (СОПС). В 1942 году на руднике Шамлуг (Армения), а в конце 1942 года в СПЕЦГЕО, Военно-геологический отряд № 7.
С 1945 года участвовала в Северной экспедиции СОПС АН СССР, работала на полярном и приполярном Урале.
В 1949—1986 годах работала старшим научным сотрудником в Институте геологических наук АН СССР, который был реорганизован в ИГЕМ АН СССР.
В 1968 году защитила докторскую диссертацию по теме «Гипербазитовая формация Полярного Урала».
Занималась петрографией и петрологией габбро-гипербазитовых формаций, полезными ископаемыми гипербазитов (хромит, жадеит, нефрит и другие).
Основные районы научных работ — северный Урал и Кавказ.
В 1986 году вышла на пенсию.
Скончалась 20 августа 1995 года в Москве.

## Награды и премии
- 1944 — Медаль «За оборону Кавказа»
- 1945 — Медаль «За доблестный труд в Великой Отечественной войне 1941—1945 гг.»
- 1950 — Премия имени С. М. Кирова[3]
- 1980 — Медаль «Ветеран труда»

## Членство в организациях
- 1940 — ВКП(б) / КПСС.

## Память
В честь неё был назван геологический объект (месторождение руды): «Морковкинское проявление хромитов» (Морковкинское (Cr) рудопроявление) в массиве Пай-Ёр, Полярный Урал.

## Примечание
1. ↑  В. Ф. Морковкина: Биографическая справка // Геологи Академии наук СССР в годы Великой Отечественной войны на трудовом фронте. М.: Наука, 1991. С. 103. (Очерки по истории геологических знаний; Вып. 27.)
2. ↑  Морковкина В. Ф. Гипербазитовая формация Полярного Урала: Автореферат диссертации на соискание учёной степени доктора геолого-минералогических наук. Москва, 1967. 39 с.
3. ↑  О присуждении премии имени С. М. Кирова // Известия АН СССР, серия геологическая. 1951. № 2. С. 160.
4. ↑  Морковкинское (Cr) рудопроявление Архивная копия от 26 октября 2018 на Wayback Machine на сайте webmineral.ru